# Alejandro Sieveking
Alejandro Sieveking Campano (Rengo, 5 de septiembre de 1934-Santiago, 5 de marzo de 2020) fue un dramaturgo, director y actor de teatro chileno, autor de más de cuarenta obras de trascendencia nacional e internacional y galardonado con el Premio Nacional de Artes de la Representación y Audiovisuales de Chile en 2017.
Fue cónyuge de la actriz Bélgica Castro desde 1961 hasta su fallecimiento, y amigo y colaborador de Víctor Jara durante casi dos décadas.

## Biografía
Comenzó sus estudios en el colegio La Salle Manuel Blanco Encalada de Talca, pero fue expulsado junto con su hermano debido a una riña a causa de ser hijo de una madre divorciada. Terminó sus estudios en un liceo municipal de esa ciudad.
Antes de dedicarse al teatro estudió arquitectura en la Universidad de Chile, donde realizó sus primeras incursiones en las tablas con la obra Encuentro con las sombras. Este acercamiento lo motivó luego a ingresar en 1956 al Instituto del Teatro de ese establecimiento educacional, donde fue compañero de Víctor Jara, con quien realizó gran parte de sus primeros trabajos al egresar como actor en 1959. Ese mismo año, ganó el Premio Municipal de Teatro de Santiago con Parecido a la felicidad —obra centrada en un triángulo amoroso que transcurre en un espacio cerrado, al interior de un departamento donde se encuentra la pareja protagonista—, con la que realizó una gira por Cuba, México y otros países latinoamericanos; además, en Argentina se hizo una versión televisiva de esta pieza.

### Trabajo con Víctor Jara
La alianza de Sieveking con Jara fue, para ambos, el inicio hacia el camino de la consolidación profesional: el uno como dramaturgo y el otro como director teatral. Jara ya había dirigido Parecido a la felicidad cuando en 1962 Sieveking le ofreció la recién escrita Ánimas de día claro. El éxito de las obras anteriores y la amistad que había entre ambos creadores motivó a Sieveking a seguir entregando su dramaturgia a Jara. Así nació La remolienda, comedia folclórica que se volvió fundamental en el teatro chileno. El proyecto entusiasmó tanto a Jara, que también compuso la música para la obra. El director Joaquín Eyzaguirre adaptó al cine esta obra en 2006, en una versión que no fue del gusto del dramaturgo.
Sieveking tampoco se mantuvo aislado del trabajo musical que realizaba Jara y participó en diversos proyectos con él, por ejemplo, el disco documental La población, en el cual Alejandro fue coautor de la canción Herminda de La Victoria.
Su obra Tres tristes tigres, de 1967, fue adaptada al cine con el mismo nombre al año siguiente por Raúl Ruiz. Ese mismo año de 1968 volvió a ganar el Municipal de Teatro por la obra Peligro a 50 metros, escrita en colaboración con José Pineda.
Participó como actor en diversos montajes del mismo Teatro Experimental (actual Teatro Nacional Chileno), del ICTUS, del Teatro de la Universidad Católica, del Teatro del Ángel, del cual fue uno de los fundadores, y del Teatro Itinerante.

### Dictadura militar
El golpe de Estado en Chile de 1973 afectó fuertemente la vida y la carrera profesional de Sieveking, debido principalmente a las persecuciones a los artistas y al asesinato de Jara. En abril de 1974 emigró, junto con su esposa, la actriz Bélgica Castro, a Costa Rica. Ese mismo año obtuvo el Premio Casa de las Américas con la pieza Pequeños animales abatidos.
En San José fundó el Teatro del Ángel, como continuación de su experiencia chilena y donde trabajó durante once años.

### Retorno a Chile
Regresó a Chile en 1984 y comenzó a trabajar como guionista en Televisión Nacional. Su obra «Ingenuas palomas», estrenada en 1989, tuvo gran éxito.
En 1994 publicó su primera novela, La señorita Kitty.
Agustín Letelier sostiene que «las obras de Sieveking han afrontado diferentes formas del realismo: social en Tres tristes tigres, poético en Ánimas de día claro, simbólico en La mantis religiosa, criollista en La remolienda».

Continuó su labor escribiendo, dirigiendo y actuando. Fue profesor de la Universidad Católica, vicepresidente de la Sociedad de Autores Nacionales de Teatro, Cine y Audiovisuales (A.T.N), organismo que agrupa y protege a dramaturgos y guionistas, y miembro de la Academia Chilena de Bellas Artes.

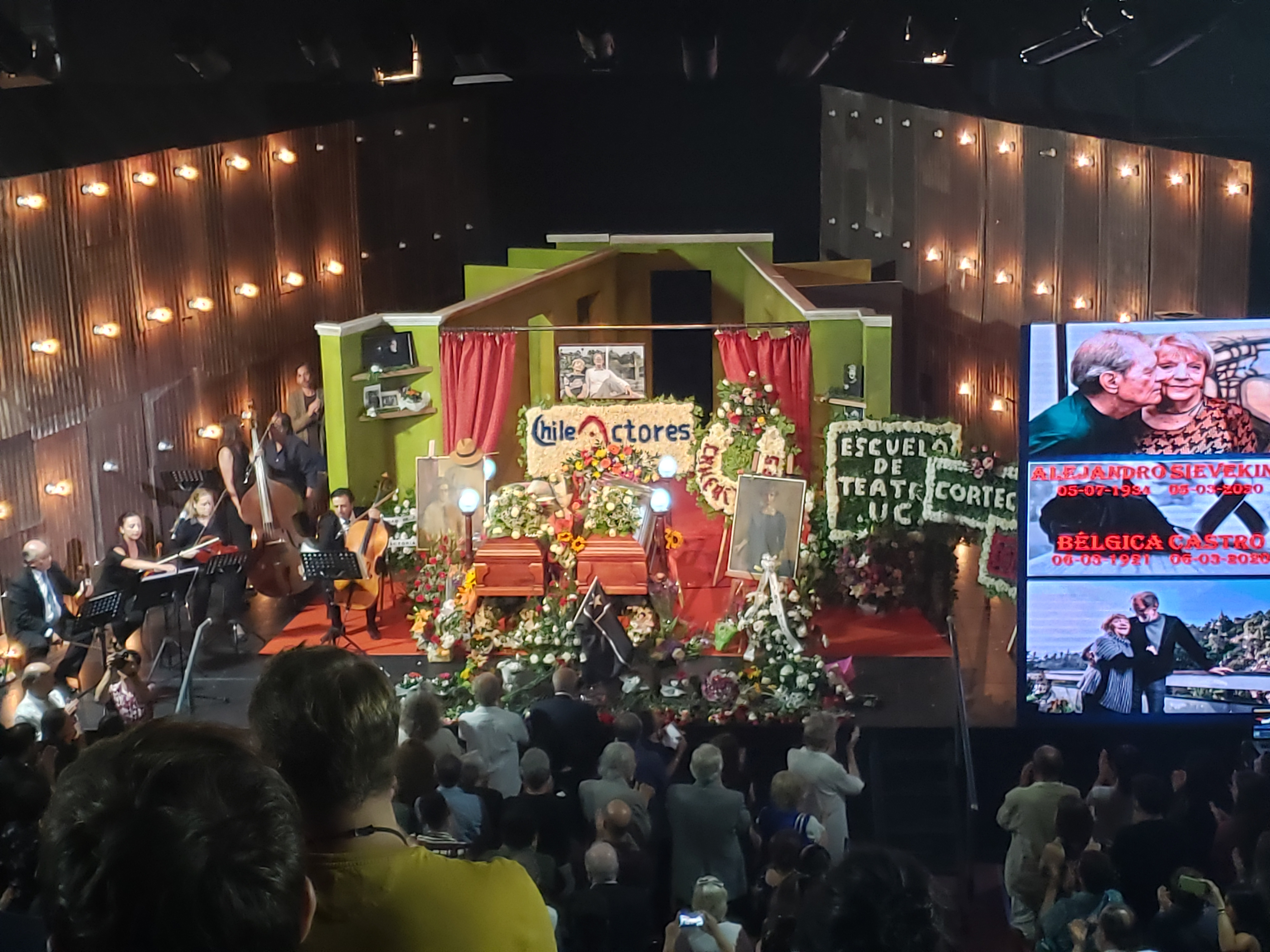
Velorio conjunto de Bélgica Castro y Alejandro Sieveking en el Teatro Nacional Chileno

En 2007 recibió un Premio APES a la Excelencia por su labor en el teatro, junto a Juan Radrigán, Claudia Di Girolamo y el Teatro Ictus.
En 2016, recibió la Medalla a la Trayectoria por los 75 años del Teatro Experimental de la Universidad de Chile. También recibió un homenaje junto a Bélgica Castro en la segunda edición del Festival de Cine de La Serena.
En 2017, se le concedió el Premio Nacional de Artes de la Representación y Audiovisuales. Al año siguiente, junto a su esposa Bélgica Castro, recibieron el Premio Municipal de Arte por la Municipalidad de Santiago. En 2019 gana el Premio Caleuche al mejor actor de reparto en cine por Los perros.
Falleció el 5 de marzo de 2020 a los 85 años de edad. Menos de 24 horas después, falleció su esposa Bélgica Castro, el día en que cumplió 99 años.

## Obras

### Dramaturgia
- Encuentro con las sombras, estrenada en 1955: Grupo de Arquitectura, Teatro Antonio Varas; gana el concurso de Teatro Aficionado 1955
- Una plaza sin pájaros, escrita en 1955
- El paraíso semiperdido, escrita en 1957 y estrenada al año siguiente: Grupo Los Feriantes, Teatro Talía
- La lección de la luna, escrita en 1957
- Mi hermano Cristián, escrita y estrenada en 1957, en el festival de los estudiantes de la Escuela de Teatro:[Notas 1] 2º año de la Escuela de Teatro del ITUCII; Teatro Talía; dir.: Raúl Rivera
- El fin de febrero, escrita y estrenada en 1958: 1.er año de la Escuela de Teatro, Teatro Lexen 1958
- Cuando no está la pared, escrita y estrenada en 1958: 3.er año de la Escuela de Teatro, Teatro Lex
- La abuelita encantada, escrita en 1958
- La coronación de Pierrot, escrita en 1958
- Parecido a la felicidad, estrenada el 12 de septiembre de 1959: 4º año de la Escuela de Teatro. Teatro Lex; dir.: Víctor Jara
- Ánimas de día claro, escrita en 1959 y estrenada en diciembre de 1961 en la Sala Camilo Henríquez del teatro de la Universidad Católica; dir.: Víctor Jara.[Notas 2]
- Honorato, el caballo del circo, 1959, dir.: Víctor Jara
- La madre de los conejos, escrita en 1959 y estrenada en 1961: Instituto del Teatro, Teatro Antonio Varas; dir.: Agustín Siré con Víctor Jara como asistente
- La cama en el medio de la pieza, escrita en 1961
- La gran batalla del living, escrita en 1961
- Dionisio (2 actos), estrenada en 1962: Teatro de Ensayo en el Teatro Camilo Henríquez
- Los hermanastros I y Los hermanastros II, escritas en 1963
- La remolienda, estrenada el 8 de octubre de 1965 en el Teatro Antonio Varas para la XXV temporada Oficial del Instituto de Teatro de la Universidad de Chile; dir.: Víctor Jara;[Notas 3]
- Piel de asno, estrenada en 1964
- Tres tristes tigres, estrenada el 30 de junio de 1967: grupo El Cabildo, Teatro Talía; dir.: Nelson Villagra[Notas 4]
- El Cheruve
- Peligro a 50 metros, escrita en colaboración con José Pineda, estrenada y escrita en 1968
- Todo se irá, se fue, se va al diablo, estrenada en 1968
- Una vaca mirando el piano, estrenada en 1968
- Las apariencias
- La mantis religiosa, estrenada en 1971
- La virgen del puño cerrado, escrita en 1973 y estrenada al año siguiente con el título de La virgen de la manita cerrada
- Cama de batalla (1973)
- Pequeños animales abatidos, escrita en 1974 en Costa Rica
- Volar con solo un ala, escrita en 1976 en Costa Rica
- El uno para el otro, escrita en 1979 en Costa Rica
- La diablada, escrita en 1981 en Costa Rica
- Manuel Leonidas Donaire y las cinco mujeres que lloraban por él, estrenada en 1984;[Notas 5]
- La comadre Lola, estrenada en 1985
- Directo al corazón, estrenada en 1988
- Ingenuas palomas, estrenada el 12 de abril de 1989: Teatro Galpón de Los Leones; dir.: Alejandro Sieveking.
- El señor de los pasajes, estrenada en 1997
- La fiesta terminó (2005)
- Todo pasajero debe descender (2012)
- Pobre Inés sentada ahí (2016)
- Todos mienten y se van (2019)

### Novelas
- La señorita Kitty, Planeta, Santiago, 1994;[Notas 6]
- Bella cosa mortal, RIL Editores, Santiago, 2008

## Actuación en cine y televisión

### Cine
- Play, dirigida por Alicia Scherson (2005)
- La vida me mata, dirigida por Sebastián Silva (2007)
- Gatos viejos, dirigida por Sebastián Silva y Pedro Peirano (2010)
- Maknum Gonzalez, dirigida por George Vonknorring (2014)
- El club, dirigida por Pablo Larraín (2015)
- Fragmentos de Lucía, dirigida por Jorge Yacoman (2016)
- El invierno, dirigida por Emiliano Torres (2016)
- Los perros, dirigida por Marcela Said (2017)

### Televisión
- La sal del desierto (1972)
- Matilde dedos verdes (1988)
- Geografía del deseo (2004)
- JPT: Justicia para todos (2004)
- Heredia y asociados, dirigida por Arnaldo Valsecchi (2005)
- La recta provincia (2007)
- La canción de tu vida (2014)
- Bala loca (2016)
- Helga y Flora (2020) - estreno póstumo